# Borgemeester
De borgemeester was de beheerder van de dorps- of stedelijke financiën onder het ancien régime, onder meer in het hertogdom Brabant. De borgemeester assisteerde daarmee de schout en de schepenen in hun bestuurstaken. De naam is afgeleid van borge of borch, in de betekenis van borg zijn. Borgemeesters waren hoofdzakelijk belast met het financiële beheer van het lokale bestuur: alle inkomsten en uitgaven van het dorpsbestuur liepen via de borgemeesters. De heer van het dorp of stad benoemde elk jaar twee borgemeesters, in de regel uit de meest draagkrachtigen ter plaatse. Na afloop van het jaar maakte de secretaris van het dorps-/stadsbestuur de borgemeestersrekening op. Stonden er nog posten open dan moesten de afgetreden borgemeesters alsnog zorg dragen voor inning of betaling. Lukte het hen uiteindelijk niet om de rekening van hun ambtsperiode sluitend te krijgen, dan moesten zij zelf het tekort aanvullen. Een borgemeester stond dus met zijn persoonlijk vermogen borg voor eventuele tekorten van het lokale bestuur. Het ambt van borgemeester was daarom niet erg geliefd maar kon niet geweigerd worden. Als loon ontving de borgemeester een percentage van de ontvangsten.